# Церковь Святой Маргариты (Кёльн)
Церковь Святой Маргариты (нем. St. Margareta) — католическая приходская церковь в Кёльне (Либур), находящаяся под охраной закона как памятник архитектуры с 19 января 1983 года (№ 1290).

## История
Церковный приход Либура первоначально принадлежал католическому церковному объединению соседнего Нидеркасселя и стал независимым приходом только в 1849 году. Будучи преемником часовни, построенной в 1582 году и посвященной Святой Маргарите, нынешняя приходская церковь была построена в 1909-1911 годах. Строительство, осуществленное на средства богатых фермеров, пастора Хуберта Хутмахера (родился 25 ноября 1862 г. в Рейнбахе † 25 февраля 1915 г. в Либуре), и по его плану. Его же именем названа улица посёлка, на которой стоит церковь. Могила Хуберарта Хутмахера находится рядом с церковью, на старом церковном кладбище. Здесь же можно увидеть надгробия 1650 года.

## Архитектура
Приходская церковь представляет собой трёхнефную кирпичную базилику в неоготическом стиле с пристроенной с северо-запада колокольней. Её первоначальный интерьер, каменные престол и кафедра, входная надстройка для органа, окна и скульптуры хорошо сохранились. Церковь  была отреставрирована по первоначальному плану в 1981 году.

## Колокола
В 1909 году мастерская Отто, специализировавшаяся на литье колоколов (Хемелинген (Бремен) изготовила три синхронизированных по тону колокола. Из этих колоколов только самый маленький уцелел после уничтожения во время двух мировых войн. После Второй мировой войны фирма Отто поставила новые колокола в 1949 и 1959 годах. Поэтому сегодня в Святой Маргарите звучит 
трёхколокольный, так называемый «перезвон Отто», который звучит на g '- b' - c '. Колокола имеют следующие диаметры: 1128 мм, 858 мм, 777 мм и вес соответственно 650 кг, 410 кг и 296 кг.